# Anton Titl

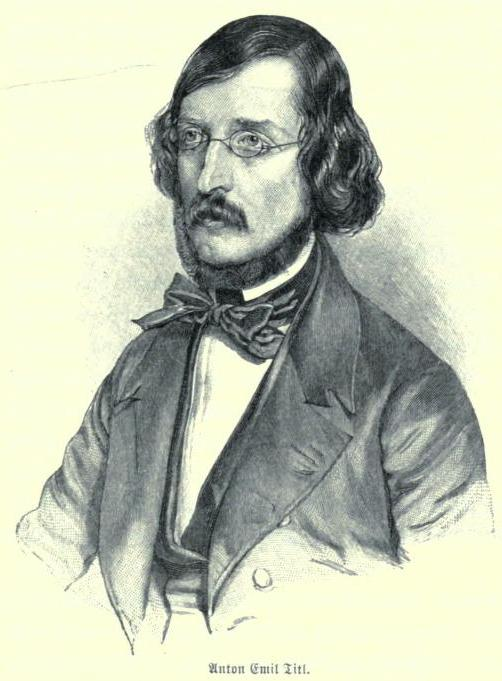
Antonín Emil Titl

Antonín Emil Titl (eigenlijk: Antonín František Serafínský Titl, maar ook: Anton Emil Titl, Anton Franz Seraphim Titl, Antonín Tittl) (Burcht Pernštejna, Bohemen, 2 oktober 1809 – Wenen, 21 januari 1882) was een Tsjechisch componist en dirigent.

## Levensloop
Titl studeerde compositie bij Gottfried Rieger in Brno. Zijn eerste opera Die Burgfrau werd in 1832 aan het stedelijk theater in Brno uitgevoerd. Het was de eerste opera met een Moravisch Sujet. Van 1832 tot 1835 was hij als dirigent aan het theater in Olomouc, Moravië. In de periode van 1835 tot 1840 was hij kapelmeester van het 28e K.u.K. Infanterieregiment «Graf Baillet-Latour» in Praag. In 1840 werd hij aan het Theater in der Josefsstadt in Wenen als dirigent benoemd, waar hij naast Carl Binder en Franz von Suppé werkzaam was. Voor dit theater en voor het in 1845 bijgevoegde Theater an der Wien schreef Titl in de volgende jaren talrijke opera's, operettes, schouwspel-muziek en andere werken. Groot succes oogstte hij met de muziek tot Der Zauberschleier in 1842. Die daarin gebruikte wandelde decoratie werd van Richard Wagner in zijn Parsifal gekopieerd. Van 1850 tot 1870 dirigeerde hij het orkest aan het Burgtheater in Wenen. In deze functie schreef hij muziek voor schouwspel, onder andere voor Die Räuber van Friedrich Schiller en Das goldene Vließ van Franz Grillparzer. In 1870 ging hij met pensioen.
Als componist schreef Titl opera's, operettes, gewijde muziek en profane instrumentale muziek. Heel bekend is zijn Serenade voor hoorn, fluit en piano, die hij voor de later blinde hoornist Louis Sawart (Savart) in Wenen geschreven heeft.

## Composities

### Werken voor harmonieorkest
- 1852 Die nächtliche Heerschau, dramatisch ballade voor harmonieorkest - tekst: Joseph Christian Freiherr von Zedlitz (1790-1862)
- 1858 Concert-ouverture
- De luitenant van de Koning, ouverture
- Ouverture zu «Raymond ou Le Secret de la Reine» D-groot, op. 16
- Ouverture - Naar Slavische melodieën in D-groot, op. 38
- Predohra k veselohre Roccoco (Ouverture voor het blijspel "Roccoco")

### Muziektheater

#### Opera's
| Voltooid in | titel                          | aktes   | première             | libretto         |
| ----------- | ------------------------------ | ------- | -------------------- | ---------------- |
| 1829        | Die Burgfrau                   | 3 aktes | 1832, Brno           | Anton Boček      |
| 1841        | Wastl of: De Boheemse Amazones | 3 aktes | 1841, Wenen          | Franz Xaver Told |
| 1843        | Der Antheil des Teufels        | 3 aktes | 1843, Wenen          | Franz Xaver Told |
| 1845        | Das Wolkenkind                 | 2 aktes | 14 maart 1845, Wenen | Franz Xaver Told |

#### Operettes
| Voltooid in | titel                                  | aktes   | première                                            | libretto                                               |
| ----------- | -------------------------------------- | ------- | --------------------------------------------------- | ------------------------------------------------------ |
| 1841        | Die Bestürmung von Saida               |         | 10 september 1841, Wenen, Theater in der Josefstadt | Franz Xaver Told                                       |
| 1842        | Der Zauberschleier                     | 3 aktes | 1842, Wenen                                         | Franz Xaver Told naar Eugène Scribe, «Le Lac des fées» |
| 1846        | Der Todtentanz                         | 2 aktes | 1843, Wenen                                         | Franz Xaver Told                                       |
| 1856        | Mammons Palast of: Die Lehre vom Golde |         | 1856, Wenen                                         | Karl Swiedack onder het pseudoniem: Carl Elmar         |

#### Toneelmuziek
| Voltooid in | titel                                                                 | aktes | première    | libretto               |
| ----------- | --------------------------------------------------------------------- | ----- | ----------- | ---------------------- |
| 1843        | Die Verlobung vor der Trommel of: Regiments-Tambour und Marketenderin |       | Wenen, 1843 | Franz Xaver Told       |
| 1846        | Goldteufel of: Ein Abentheuer in Amerika                              |       | Praag, 1846 | Carl Elmar             |
| 1846        | Der Tambour der Garde                                                 |       | Wenen, 1846 | Johann Heinrich Mirani |

#### Andere toneelwerken
- 1849 Das Haustheater der Nimphen, pantomime, première: Wenen, 1849 - libretto: Johann Raab
- Blissful Tryst (of: The Saga of André and Lila)

### Vocale muziek
- 1880 Das Schiffchen, voor vier vocaal-solisten
- Des Jägers Wunsch, voor solozang, hoorn en piano
- Die Bergstimme, naar "Ein Reiter durch das Bergtal zieht", tekst: Heinrich Heine (1797-1856), op. 9

### Kamermuziek
- Serenade in F-groot, voor hoorn, fluit en piano

## Publicaties
- E. Douglas Bomberger: Charting the Future of "Zukunftsmusik": Liszt and the Weimar Orchesterschule, in: The Musical Quarterly, Vol. 80, No. 2, Orchestra Issue (Summer, 1996), pp. 348-361
- Günther Heeg en Anno Mungen: Stillstand und Bewegung. Studien zur Theatralität von Text, Bild, und Musik, in: Topos, Assoziation und Imagination. Die Nebelbildmusiken von Anton Emil Titl, Kongressbericht der interdisziplinären Tagung, Mainz im Oktober 1999, München 2004, S. 159 - 172
- Hermann Ullrich: "Döbler's optische Nebelbilder", musikalisch illustriert von Anton Emil Titl. in: Betrachtungsunterstützende Musik zu einer optischen Innovation des 19. Jahrhunderts und ihr Bezug zu Schwäbisch Gmünd und Brünn, S. 207-240 [Leopold Ludwig Döbler (1801-1864), Zauberer in Wien; Anton Emil Titl (1809-1882), Komponist in Wien; Beschreibung eines Wiener Notendrucks 1843/45

- Bibliothèque nationale de France: cb14843620x (data)
- Gemeinsame Normdatei: 117401145
- International Standard Name Identifier: 0000 0000 5520 9312
- Library of Congress Control Number: n99835493
- Nationale Bibliotheek van Letland: 000297563
- Nationale Bibliotheek van Tsjechië: js20020722020
- Nederlandse Thesaurus van Auteursnamen: 34030345X
- Système universitaire de documentation: 080734510
- Virtual International Authority File: 37184204
- WorldCat: E39PBJmxWYCM8PqVKvtCfPFR8C